# مستشفى بهمان
مستشفى بهمان للصحة النفسية (بالإنجليزية: Behman Psychiatric Hospital) هي أول مستشفى بمصر لعلاج الطب النفسي والأمراض النفسية والإدمان، أسست عام 1940 علي يد بنجامين بهمان، في حلوان.

## تاريخ
بعد إنشاء مدينة حلوان الحمامات من أجل العيون الكبريتية فيها انتشر وكثرت السياحة العلاجية بحلوان، ادي هذا الي ظهور العديد من المراكز والمؤسسات العلاجية فيها مثل فندق الحياة وفندق الحمامات الكبير.
أسست مستشفى بهمان للطب النفسي في عام 1940 بمدينة حلوان، وتعتبر من أكبر المراكز الطبية الرائدًا للرعاية والتعليم النفسي في الشرق الأوسط في القاهرة بمصر وتحديداً حلوان، ومن أبرز المستشفيات التى تقدم رعاية صحية في مجال الطب النفسى، وأول مستشفى خاص للطب النفسي في مصر، مما يجعلها الأقدم في مصر.
بدأت المستشفى باثان عشرة سرير للمرضى، توسعت المستشفى في عام 1964، ليضم مائة وعشر سريرًا، ثم وصل لمائتان وخمسين سريرًا.

## مشاركات دولية
- اختيار المستشفى كمركز تعاوني بمنظمة الصحة العالمية عام 1973.[6]
- اعتماد نظام التدريب في المستشفى من قبل المجلس العربي للطب النفسي عام 1997.
- اعتماد كمركز تدريب من قبل الكلية الملكية للأطباء النفسيين عام 1999، مع احتساب الخبرة المكتسبة هنا من أجل اجتياز امتحان (MRCPsych) في المملكة المتحدة.[7]
- ضم المستشفى إلى قسم الطب النفسي بجامعة وين ستيت بولاية ميشيغان بالولايات المتحدة الأمريكية عام 2000 للاسهامات المتعددة في مجال الطب النفسي.[8]
- تنشر فروع أخري في جميع أنحاء الشرق الأوسط للمستشفى، في الإمارات و المملكة المتحدة والولايات المتحدة.[9]
- تشمل الخدمات التي يقدمها المستشفى الطب النفسي العام للبالغين، والطب النفسي لكبار السن، والطب النفسي للأطفال والمراهقين، وعيادة إساءة استخدام المواد، والخدمات النفسية، وصعوبات التعلم، واضطرابات النوم.[10]

## انتقادات
اتهمت المصحة بعد وفاة عمر الشريف بأن ذلك يرجع إلي عدم وضع خطة علاجية جيدة له، الامر الذي نفي من إدارة المشفي، واوضحت أن الشريف وصل لمرحلة متقدمة لمرض الزهايمر والذي كان يصعب علاجه في تلك الفترة ،ولم تصرح عن أسباب وفاته.

## أشهر من أقاموا فيها

### عمر الشريف
أشهر ما أقام بها الفنان العالمى عمر الشريف في أيامها الأخيرة يخضع للعلاج من مرض آلزهايمر الذى أصابه قبل عام، ووصل إلى مرحلة متقدمة يصعب معها العلاج وجاء للمصحة النفسية أكثر من ثلاثة أشهر على الأقل. لم يكن يلتقى به سوى نجله الوحيد طارق وصديقه الدكتور زاهي حواس العالم الأثري المشهور.
إلا أن توفي بها، رفضت المستشفى ذكر أي معلومات عنه أو عن أسباب وفاته وأيامه الأخيرة، كونها تعتبر ملفات المرضه أمر سري، لا يجوز لأحد الاطلاع، وذكر زاهى حواس عند إعلان خبر وفاته، أن الفنان العالمى دخل المستشفى قبل الوفاة بشهر تقريبا بعد أن تراجعت حالته الصحيه بدرجة كبيرة، إلا أنه لم يتحسن، والعكس حدث تماما، ظلت في تدهور مستمر خلال الأيام العشرة الأخيرة ممتنعا عن تناول أى طعام أو شراب حتى وفاته.

### نجوي سالم
دخلت الممثلة نجوى سالم مستشفى بهمان، بعد وفاة والدتها لمستشفى بهمن لتلقي العلاج التي احتاجت إلي مساندة نفسية.